# Hald (parochie)
Hald is een parochie van de Deense Volkskerk in de Deense gemeente Randers. De parochie maakt deel uit van het bisdom Århus en telt 619 kerkleden op een bevolking van 686 (2004). Tot 1970 was de parochie deel van Nørhald Herred. In dat jaar werd de parochie opgenomen in de nieuwe gemeente Nørhald. Deze ging in 2007 op in de vergrote gemeente Randers.
Åby · Adslev · Agri · Aidt · Albæk · Albøge · Alderslyst · Alling · Alrø · Ålsø · Ålum · Anholt · Århus Domsogn · Årslev · Asferg · Astrup · Auning · Balle · Beder · Besser · Bjerager · Blegind · Borum · Borup · Brabrand · Brædstrup · Bregnet · Bryrup · Christians · Dalbyneder · Dalbyover · Dallerup · Døstrup · Dover · Dråby · Dronningborg · Ebdrup · Ebeltoft · Egå · Egens · Ejstrup · Elev · Ellevang · Elsted · Endelave · Enghøj · Enslev · Enslev · Essenbæk · Estruplund · Falling · Falslev · Fårup · Fårup · Fausing · Feldballe · Fjellerup · Foldby · Føvling · Fredens · Fruering · Fuglslev · Funder · Galten · Gammel Rye · Gangsted · Gassum · Gellerup · Gerning · Gimming · Ginnerup · Gjerlev · Gjern · Gjerrild · Gjesing · Glenstrup · Glesborg · Gludsted Kirkedistrikt · Gødvad · Gosmer · Grædstrup · Granslev · Grenaa · Grensten · Gylling · Hadbjerg · Hadsten · Hald · Haldum · Halling · Halling · Hammel · Hammelev · Hampen Kirkedistrikt · Handrup Kirkedistrikt · Hansted · Harlev · Harridslev · Hasle · Haslund · Hatting · Haurum · Helgenæs · Helligånds · Helstrup · Hem · Hemmed · Hjortshøj · Hobro · Hoed · Holbæk · Holme · Homå · Hørby · Hornbæk · Hørning · Hørning · Hornslet · Houlbjerg · Hundslund · Hvilsager · Hvilsom · Hvilsted · Hvornum · Hvorslev · Hylke · Hyllested · Kærby · Karlby · Kastbjerg · Kastbjerg · Kasted · Kattrup · Klostersogn · Klovborg · Knebel · Koed · Kolby · Kolind · Kolt · Kousted · Kragelund · Kristrup · Krogsbæk · Lading · Læsten · Langå · Langenæs · Låsby · Laurbjerg · Lem · Lemming · Lerbjerg · Lime · Linå · Linde · Lisbjerg · Lundum · Lyngå · Lyngby · Lyngby · Lystrup · Malling · Mariager · Marie Magdalene · Mariehøj · Mårslet · Mejlby · Mellerup · Mesing · Møllevang · Mørke · Mygind · Nebel · Nim · Nødager · Nølev · Nørager · Nørbæk · Nordby · Nørre Galten · Nørre Onsild · Nørre Snede · Odder · Ødum · Øls · Ølst · Ølsted · Onsbjerg · Ormslev · Ørridslev · Ørsted · Ørting · Ørum · Ørum · Østbirk · Øster Alling · Øster Bjerregrav · Øster Tørslev · Øster Velling · Over og Neder Hadsten · Ovsted · Råby · Randlev · Råsted · Ravnsbjerg · Rimsø · Risskov · Røgen · Rolsø · Rosmus · Rud · Ry · Sabro · Saksild · Sall · Sankt Andreas · Sankt Clemens · Sankt Johannes · Sankt Lukas · Sankt Markus · Sankt Mortens · Sankt Pauls · Sankt Peders · Sejling · Sejs-Svejbæk · Sem · Serup · Silkeborg · Sinding · Sjelle · Skåde · Skader · Skæring · Skanderborg · Skanderborg Slotssogn · Skannerup · Skarresø · Skejby · Skelager · Skivholme · Skjellerup · Skjød · Skjoldhøj · Skjørring · Skødstrup · Skørring · Skorup · Skovby · Snæbum · Søby · Søby · Sødring · Søften · Sønder Årslev · Sønder Onsild · Sønder Vinge · Sønder Vissing · Sønderbæk · Sønderbro · Søvind · Spentrup · Spørring · Sporup · Stenvad · Stilling · Stjær · Storring · Støvring · Svenstrup · Svostrup · Tamdrup · Tåning · Tånum · Them · Thorsager · Thorsø · Tilst · Tirstrup · Tiset · Todbjerg · Tolstrup · Tønning · Torrild · Torsted · Torup · Tøstrup · Træden · Tranbjerg · Tranebjerg · Trige · Tulstrup · Tulstrup · Tunø · Tved · Tvede · Tvilum · Tyrsted · Tyrsting · Udby · Udbyneder · Ulstrupbro · Underup · Uth · Vær · Værum · Vedslet · Veggerslev · Vejerslev · Vejlby · Vejlby · Vejlby · Vellev · Veng · Vester Alling · Vester Tørslev · Vester Velling · Viby · Villersø · Vindblæs · Vinding · Virklund · Virring · Vissing · Vistoft · Vitten · Vitved · Vivild · Voel · Voer · Voerladegård · Voldby · Voldby · Voldum · Vor Frelser · Vor Frue · Vorup · Vrads · Yding